# Zielone Armie

Flaga niektórych Zielonych Armii

Zielone Armie, Zielona Armia (ros. Зелёная Армия) lub zieloni (ros. Зелёные) – zbiorcze określenie na zbrojne, nieregularne oddziały głównie chłopów rosyjskich i milicji kozackich, powstałych w celu obrony lokalnej ludności przed prześladowaniami, rekwizycjami i przymusowym poborem do wojska w czasie rosyjskiej wojny domowej. Grupy te walczyły zarówno przeciwko wojskom białych, jak i bolszewickiej Armii Czerwonej. Nie miały jasno sprecyzowanych programów politycznych, zainteresowane były wyłącznie sprawami lokalnego chłopstwa. Działały głównie w południowej Rosji, na Krymie i na Naddnieprzu. Zanikły w 1920 – część z nich została rozbita, część przyłączyła się do białych lub bolszewików. 
Do zielonych zalicza się także Machnowców oraz powstańców tambowskich. Na lidera wszystkich zielonych kreował się Boris Sawinkow, popierający partyzanckie oddziały Stanisława Bułak-Bałachowicza.
W historiografii sowieckiej oddziały zielonych określano mianem „bandytów”, posłuszni rządzącym historycy przedstawiali ich nie jako oddziały samoobrony, lecz zwykłych rabusiów.
Bardzo podobne oddziały samoobrony chłopskiej powstały w czasie wojny domowej w Anglii (tak zwane clubmen).

## Hasła
- „Bij czerwonych, aż nie zbieleją, bij białych aż nie pokraśnieją!”
- „Chcemy komunizmu bez bolszewików!”
- „Za Sowiety bez bolszewików!”
- „Cała władza w ręce Zgromadzenia Ustawodawczego!”